# Міфологія інків

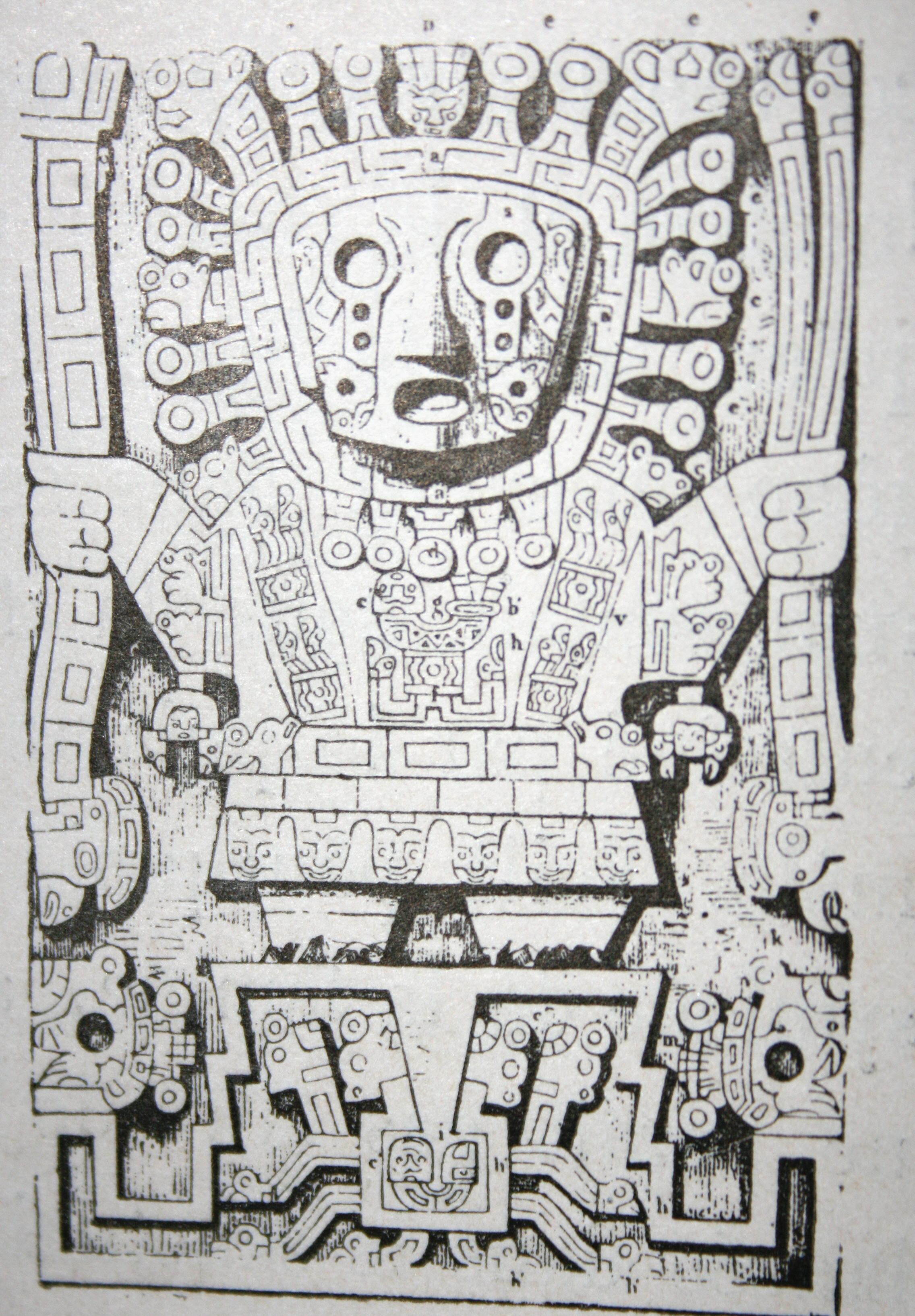
Віракоча, цивілізація Тіуанако

Міфологія інків — набір легенд та вірувань, що виникли у часи розквіту цивілізації інків.

## Основа інкської міфології
Основною характеристикою міфології інків служить її еклектичність, тобто поєднання і нашарування вірувань і міфів різних культур південноамериканського континенту, що існували як до інків, так і одночасно з ними, що створює чималі труднощі для визначення того, до якого часу і народу в дійсності належить та чи інша легенда. У більшості випадків такі легенди сягають корінням в далеке минуле. Основним субстратом, хоч і не головним, вважається міфологія кечуанского народів, здавна жили в гірській місцевості від північного Перу, до південних меж міста Куско. Також міфологія інків увібрала в себе такі стародавні і суміжні культури: мочика (юнки), чиму, Уарі, Паракас, наска, чачапоя, чанкі, аймара, пукіна та багато інших. Незавершений результат змішання всіх цих міфологій і можна вважати міфологією інків.

## Релігійні уявлення інків
Пантеон інків досить різноманітний, у деяких богів повторюються обов'язки, це пояснюється політикою інків щодо завойованих ними народів: вони ніколи не прагнули заборонити інші вірування і богів, а навпаки включали їх у свій пантеон.
Важливу роль у інків відігравали скелі і гори, багато з яких вважалися святими, ці місця називалися «уака». Один з іспанських місіонерів (Бернабе Кобо) нарахував близько 350 таких «уака», що стоять на топографічних лініях Секе, тільки в околицях Куско. Мачу Пікчу, наприклад, одна з таких уака, але відносяться вже до топографії Імперії. Уака могли бути скелями, камінням, печерами, пагорбами, кручами, будинками і струмками, а також муміями. Особливу роль грали мумії правителів, оскільки в них була кров Інті. Багато хто з інских «уака» шануються корінними народами Перу досі.
Згідно з Доповіддю королю Іспанії, складеною губернатором Франсиско де Борха 8 квітня 1615, в індіанців Перу було 10422 ідола, з них 1365 мумій, і деякі з них вважались засновниками їх родів, племен і селищ.

## Космологія і астрономія
Інкська міфологія безпосередньо пов'язана з космологією, оскільки кожна уака відображала якесь небесне тіло чи явище. Це знайшло відображення в багатьох легендах, де при створенні світу, небесні об'єкти зійшли під землю, а потім знову вийшли зі скель, печер, джерел, тобто кожній уака. З них же вийшли самі народи, за уявленнями інків.

## Основні легенди інків

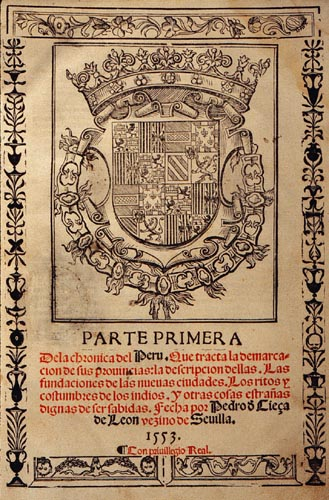
Перша частина книги " Хроніка Перу " Сьеса де Леона, вперше описує міфологію народів Південної Америки

За легендою засновником держави інків Тауантінсуйу був Манко Капак, легендарний правитель, що стався, як вважається від бога Сонця Інті і богині Місяця Мама Кілья. За іншими версіями він походив від бога Віракочі або з вод озера Тітікака. Існує багато версій приходу до влади Манко Капак, за однією з них він був створений богом інті разом з його братом Пача Капак і відправлений на землю разом з іншими братами і сестрами для того, щоб заснувати храм на честь батька бога Сонця Інті. На землі вони втілилися в печері, і під час пересування по печерах до місця заснування храму Куско один з братів Манко Капак перетворився на крижину. В іншому варіанті цієї легенди вони втілилися з озера Тітікака.